# Constantin Meunier

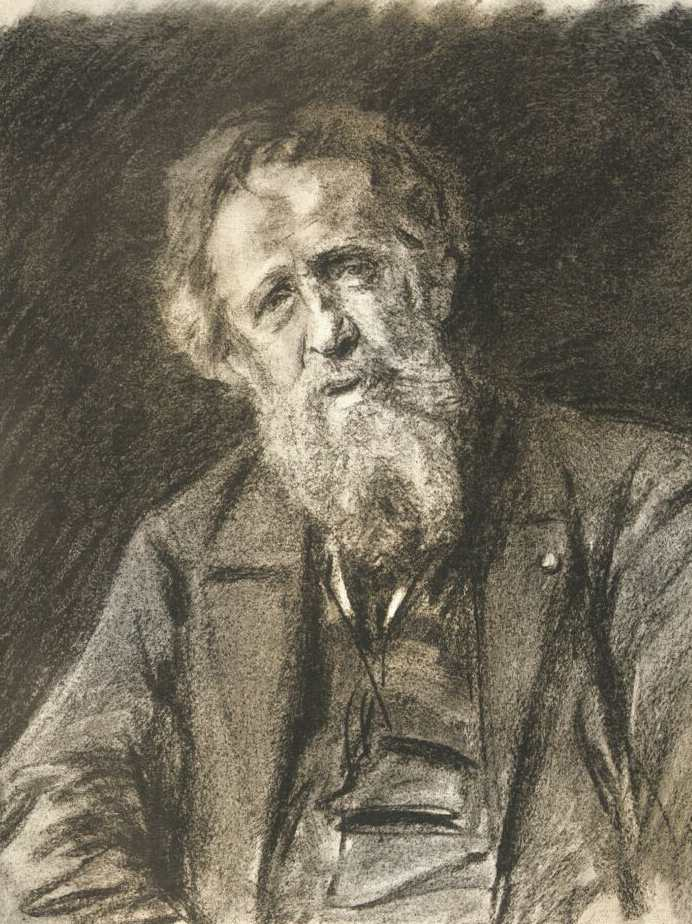
Constantin Meunier, porträtiert von Max Liebermann

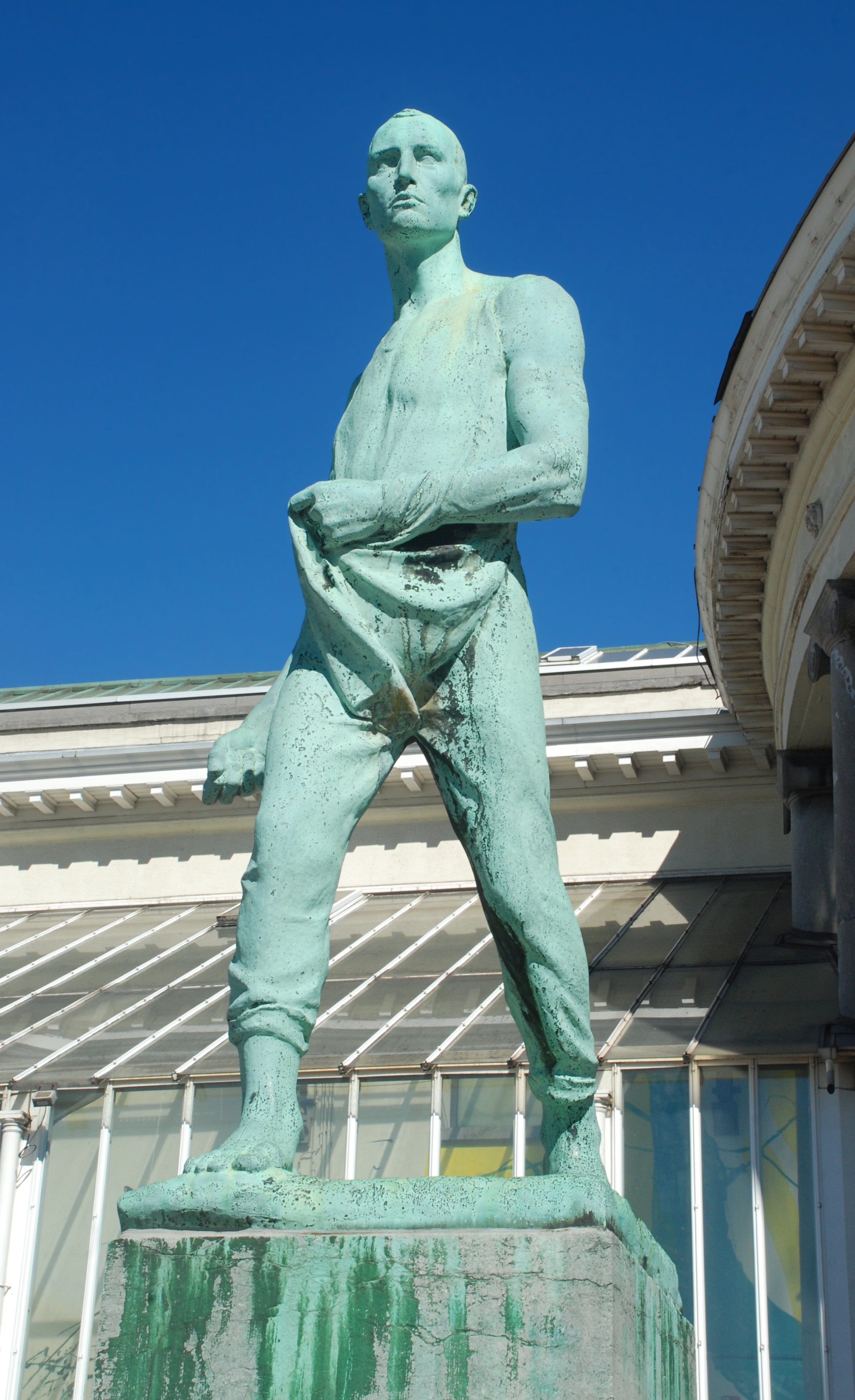
Der Sämann im Botanischen Garten von Brüssel

Constantin Émile Meunier (* 12. April 1831 in Etterbeek bei Brüssel; † 4. April 1905 in Ixelles) war ein belgischer Bildhauer und Maler. Sein Werk ist dem Naturalismus, aber auch dem Realismus zuzuordnen.

## Leben und Werk
Constantin Meunier studierte an der Akademie in Brüssel. Er war drei Jahre lang Gehilfe des Bildhauers Charles Auguste Fraikin. Er absolvierte eine fast achtjährige Ausbildung bei dem Maler François-Joseph Navez. Offenbar gefiel ihm die Malerei besser als die Bildhauerei, denn in den nächsten 30 Jahren widmete er sich ausschließlich der Malerei und dem Zeichnen. 1868 gründete er mit weiteren belgischen Avantgardisten – darunter Charles de Groux und Félicien Rops – die Société Libre des Beaux-Arts in Brüssel. 1880 stellte er im Salon in Gent aus und hatte 1896 großen Erfolg in Paris. Auf Ersuchen der belgischen Regierung ging er nach Sevilla und blieb dort von Oktober 1882 bis April 1883. Dort musste er eine Kopie von Pedro de Campañas Abstieg vom Kreuz anfertigen. Gleichzeitig skizzierte und malte er eine Vielzahl von farbenfrohen Szenen und Volksbildern aus Andalusien. Dort lernte er auch die belgischen Maler Théo van Rysselberghe, Frantz Charlet und den spanischen Maler Darío de Regoyos kennen, die gemeinsam nach Marokko reisten. 1887–1896 war er Professor an der Academie Louvain. Meunier war Freimaurer und gehörte der Loge Les Amis Philanthropes in Brüssel an.
Constantin Meunier stellte 1897 zusammen mit seinem Künstlerfreund Henry van de Velde an der Internationalen Kunstausstellung in Dresden aus. Die Organisatoren hatten Meunier im Ausstellungspalast zwei große Säle für eine Gesamtschau seines Schaffens zur Verfügung gestellt. Seine Werke wurden mit Begeisterung aufgenommen. Auf der Rückreise von Dresden besuchten sie van de Veldes Freund Curt Hermann in Berlin.
1899 wurde er zum Mitglied der Königlichen Akademie von Belgien gewählt.

## Leistung
Meunier begann als Maler und schuf zunächst vornehmlich Bilder mit religiösen Themen.
Camille Lemonnier beauftragte ihn, eine Reihe von Illustrationen für sein Buch La Belgique über die belgischen Bergbauregionen zu zeichnen. Er besuchte die metallverarbeitende Industrie in den Cockerill-Werken in Seraing, die Glashütten im Kloster Val-St-Lambert und die Kohlebergwerke in der Region Borinage. Diese industrielle Welt und die „harte Arbeit“ der Kohlearbeiter haben ihn tief beeindruckt, ganz im Einklang mit dem Aufkommen der sozialen Bewegung in dieser Zeit. Von nun an widmete er sich der Darstellung des Arbeiters. Er entwickelte sich von seinen Historienbildern zum Realismus. Im Jahr 1880 stellte er auf dem Salon in Gent mit großem Erfolg eine Reihe von Gemälden über das harte Leben der Arbeiter in Kohlebergwerken und Hochöfen aus.
Im Jahr 1884 kehrte er zur Bildhauerei zurück. Er fand, dass diese Ausdrucksform besser geeignet war, um das Thema des harten Lebens der Arbeiter auszudrücken. Ein Besuch im Hafen von Antwerpen hatte ihn davon überzeugt, dass er nur in dieser Disziplin die Stärke und Härte des Hafenarbeiterdaseins ausreichend zum Ausdruck bringen konnte. Eine seiner bekanntesten Skulpturen, „De Buildrager“ (1885), die Hafenarbeiter symbolisiert, steht in der Suikerrui-Straße in Antwerpen.
Im Jahr 1887 wurde er vom Rat der Stadt Löwen (Leuven, Louvain) zum Lehrer an der örtlichen Akademie ernannt. Die Stadt stellte ihm einen Wohnsitz und ein Atelier zur Verfügung: das ehemalige anatomische Amphitheater, das 1744 von Rektor Rega der Universität Löwen errichtet wurde. Diese Einrichtungen und das mit seiner Lehrtätigkeit verbundene regelmäßige Einkommen ermöglichten es ihm, sich intensiv der Malerei und Bildhauerei zu widmen. So entstanden während seines Aufenthalts in Löwen zahlreiche wichtige Werke.
Am 4. März 1887 kamen bei einer Tiefdruckexplosion in der Kohlengrube La Boule in der Region Borinage 120 Bergleute ums Leben. Meunier war Zeuge des erschütternden Moments, als eine Mutter ihren Sohn unter den Toten erkannte. Diese Tragödie hat ihn tief beeindruckt und er hat sie mit großer Eindringlichkeit in der Skulptur „Grauwvuur (Grubengas)“ dargestellt (Original aus Gips im Museum Löwen, Inv. Nr. C/252, die Bronzeversion im Königlichen Museen der Schönen Künste, Brüssel).
1889 wurden Skulpturen für das Denkmal der Arbeit geschaffen, das später (nach Meuniers Tod) auf der Van-Praet-Brücke in Laeken aufgestellt wurde.
Im Jahr 1895 ließ er sich wieder in Brüssel nieder. Ein Jahr später stellte er seine Werke in Paris aus. Constantin Meuniers Ruhm wurde als Bildhauer wesentlich größer als als Maler oder Grafiker, obwohl er in beiden Disziplinen jeweils Meisterwerke des sozialen Realismus schuf.
Die idealisierte Darstellung von arbeitenden Menschen wurde im 20. Jahrhundert im sozialistischen Realismus weitergeführt.
Er gilt als der bedeutendste belgische Bildhauer des 19. Jahrhunderts neben George Minne.
Wie Meunier verherrlichte auch der Bildhauer Alfonso Canciani aus dem österreichisch-ungarischen Friaul die Welt der Arbeit.

## Nachleben
In seinem von ihm selbst entworfenen Wohnhaus (1900) in Brüssel befindet sich das 1939 gegründete Musée Meunier, das seine Werke verwaltet. 1931 wurde in seinem Heimatort Etterbeek ein Denkmal Meuniers von Edmond de Valériola aufgestellt. Von 1982 bis 1998 war die 500 Francs-Banknote in Belgien Meunier gewidmet.

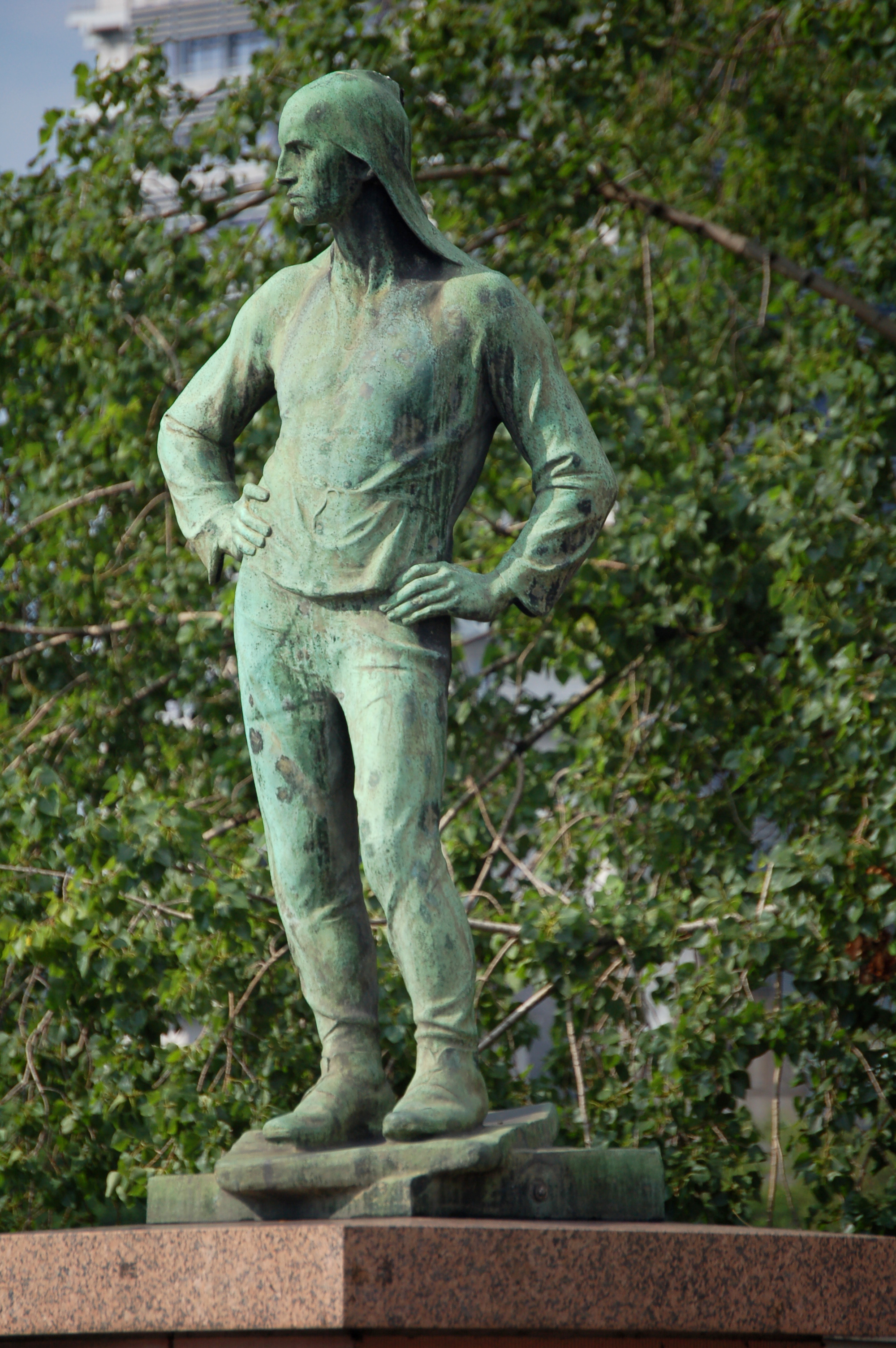
Der Hafenarbeiter, 1890

Der Asteroid (10079) Meunier wurde nach ihm benannt.

## Werke
- Der Puddler (Wien, Österreichische Galerie, Inv. Nr. 8078), 1887, Bronze, 48,2 cm
- Der Hafenarbeiter, Frankfurt am Main, Friedensbrücke, 1890, Bronze[6]
- Der Sämann, Frankfurt am Main, Günthersburgpark, 1890, Bronze
- Der Sämann, Berlin, Nationalgalerie, 1896, Bronze
- Monument au Travail, Brüssel (1930 errichtet)[7]
- Der Schnitter, Brüssel, Parc du Cinquantenaire
- Pferd an der Tränke, 1899, Brüssel, Square Ambiorix
- Der Lastträger (Wien, Österreichische Galerie, Inv. Nr. 764), 1905, Bronze, 225 cm
- Lastenträger, Bronze, seit 1901 Albertinum, Dresden, aufgestellt im Neustädter Hafen in Dresden